# Bosc Comunal de Palau de Cerdanya
El Bosc Comunal de Palau de Cerdanya (oficialment en francès Forêt communale de Palau-de-Cerdagne) és un bosc del terme comunal de Palau de Cerdanya, a la comarca de l'Alta Cerdanya, de la Catalunya del Nord.
El bosc, de 4,09 km² està situat en el sector sud-est del terme comunal, on ressegueix el límit occidental de la comuna fins al seu mateix extrem meridional. Està dividit en tres sectors diferenciats.
El bosc està sotmès a una explotació gestionada per la comuna de Palau de Cerdanya, atès que es bosc és propietat comunal. Té el codi F16310H dins de l'ONF (Office national des forêts).